# 穆尼伊科
穆尼伊科，是西班牙卡斯蒂利亚-莱昂阿维拉省的一个市镇。 总面积13km2, 总人口135人（2001年），人口密度10人/km2。